# La Font d'Aixa

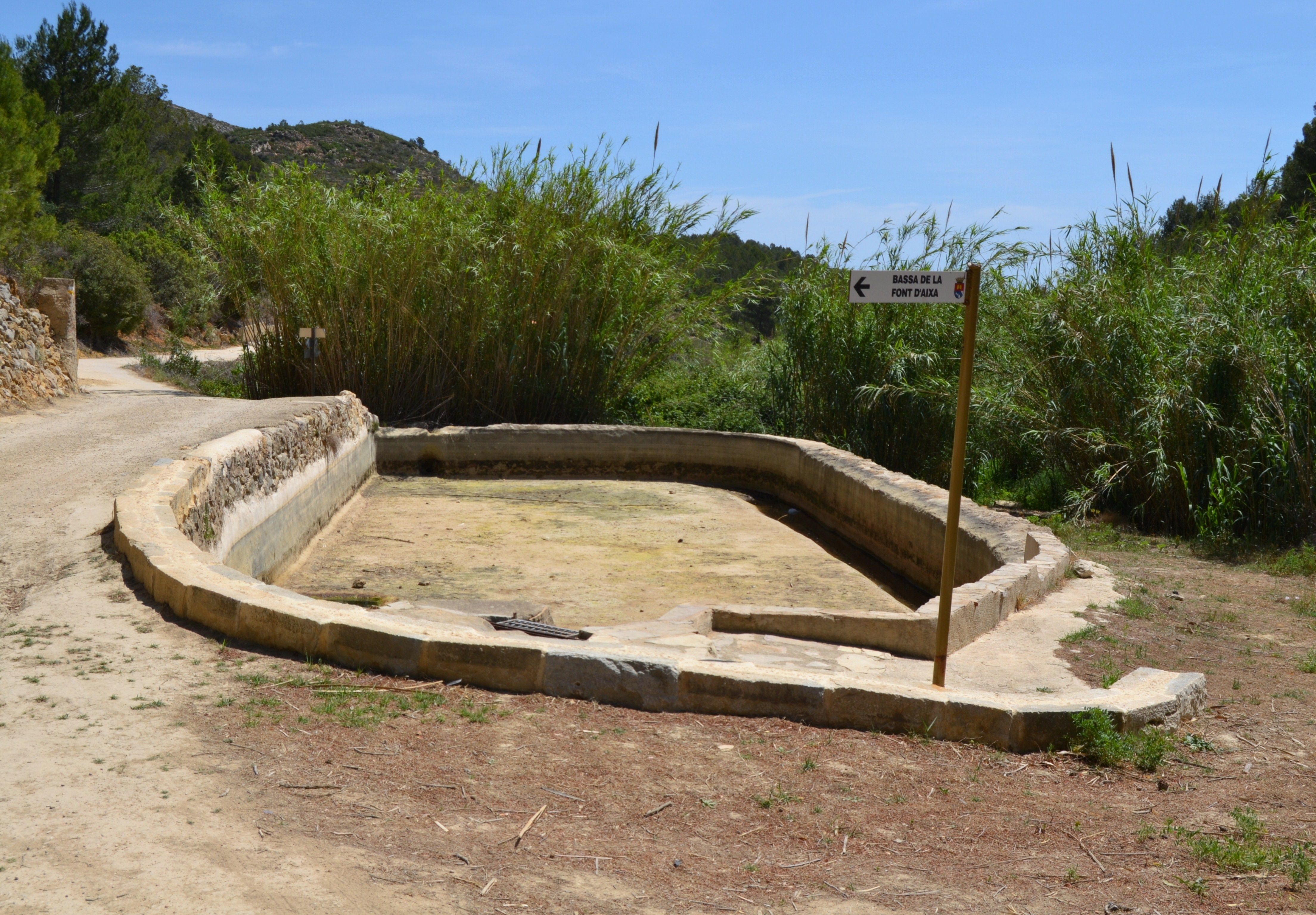
Bassa de la font d'Aixa.

La Font d'Aixa és una partida que pertany administrativament als municipis de Llíber i Pedreguer, a la comarca de la Marina Alta, País Valencià.

## Descripció física
Aquesta partida està situada a uns 290 msnm, al peu de la Serra del Castell d'Aixa i a 3 quilòmetres de la població de Llíber. La Font d'Aixa forma una estreta fondalada entre muntanyes abancalades. El barranc homònim la travessa sencera en direcció oest-est abans de desembocar en el riu Xaló-Gorgos. En l'actualitat, l'ametler constitueix el principal conreu de la Font d'Aixa, perquè és un arbre que s'adapta molt bé als sòls poc profunds de les muntanyes d'aquesta contrada. Segons el botànic Jaume Soler, a la Font d'Aixa es comptabilitzen més de 600 espècies de flora, i entre elles s'hi troba l'Erica arborea, que és un endemisme perquè a la Marina Alta només creix ací i al Cap de la Nau.

## Història

### Seglexviii
L'any 1734 el barranc de la Font d'Aixa fou motiu de disputa entre el Marquesat de Dénia (que comprenia també Pedreguer) i la Baronia de Xaló-Llíber. Els pèrits del marqués de Dénia mantenien que aquest curs d'aigua constituïa la divisòria entre els dos termes, mentre que els experts de Xaló declaraven que el barranc li corresponia íntegrament al territori de la Baronia. Posteriorment, en una mena de croquis cartogràfic confegit l'any 1764 el barranc apareix representat dins del terme de Llíber.

### Segles XIX i XX
Antigament, l'aigua de la font que li dona nom s'emprava per al reg de les hortes situades al seu voltant. A principis del segle xx hi havia una teulera, que hui es troba en estat de ruïna. Un cens, elaborat l'any 1976, assignava a aquesta partida un total de 10 cases de camp, però un recompte posterior de l'any 1995 elevava la xifra a 24. La major part de les noves edificacions han estat construïdes per residents europeus, segurament atrets per l'aïllament i la tranquil·litat d'aquest paratge.

## Llocs per a visitar
- El Barranc de la Font d'Aixa, tributari del riu Xaló-Gorgos.
- La Bassa.
- El Trencall de la Trona.
- El Penyal del Fred.